# Усадьба Терентьевых (Новосибирск)
Усадьба Терентьевых — двухэтажная усадьба в Октябрьском районе Новосибирска, сформировавшаяся в начале XX века. Памятник архитектуры регионального значения.

## История
Первоначально территорией, на которой расположено здание, владела Евдокия Ивановна Терентьева. Площадь земельного участка по Инской улице составляла 10 саженей (21,34 м), по Павловской — 25 (53,35 м).
В 1912 году хозяином усадьбы стал Василий Яковлевич Терентьев, на имя которого было получено разрешение от городской управы на строительство двухэтажного кирпичного дома.

## Описание
Главный юго-западный фасад здания выходит на Инскую улицу, северо-западный — на улицу Сакко и Ванцетти.
Прямоугольное в плане здание сформировано из двух объёмов: углового, первый этаж которого кирпичный, а второй — из дерева; и примыкающего к нему с юго-востока двухэтажного кирпичного объёма.
Фундаменты дома бутовые ленточные. Цоколь кирпичный оштукатуренный. Наружные стены выполнены из красного глиняного кирпича. Стены деревянной части второго этажа сложены из брёвен и рублены «в лапу».
Перекрытия здания деревянные. Крыша стропильной конструкции с металлической кровлей.
Цветовое решение достигается за счёт сочетания кирпичного тона с цветом натурального дерева.
Внутренняя планировка здания была утрачена. Лестничные ограждение и отделка современные.
Размеры здания в плане — 22 × 13 м.

### Декор
Кирпичная часть главного фасада декорирована лекальным кирпичом.
Лестничная клетка и вход в особняк находятся в левой части кирпичного объёма. Стенная плоскость лестничного объёма разделена с остальной кирпичной частью раскреповкой карниза и сдвоенными полуколонками. Деревянную входную дверь акцентируют полуколонки из лекального кирпича и полуциркульное окно в уровне второго этажа. Над входом размещён металлический двускатный козырёк, поддерживаемый ажурными кронштейнами.
Простенки окон первого этажа украшены прямоугольными нишами, межоконное пространство второго этажа декорировано полукруглыми пилястрами.
Кирпичная часть главного фасада завершена широкой лентой карниза из кирпича разного размера и профиля.
Карниз увенчан слуховым окном в виде аттика с треугольным завершением и фигурным кирпичным столбиком, акцентирующим правый угол фасада.

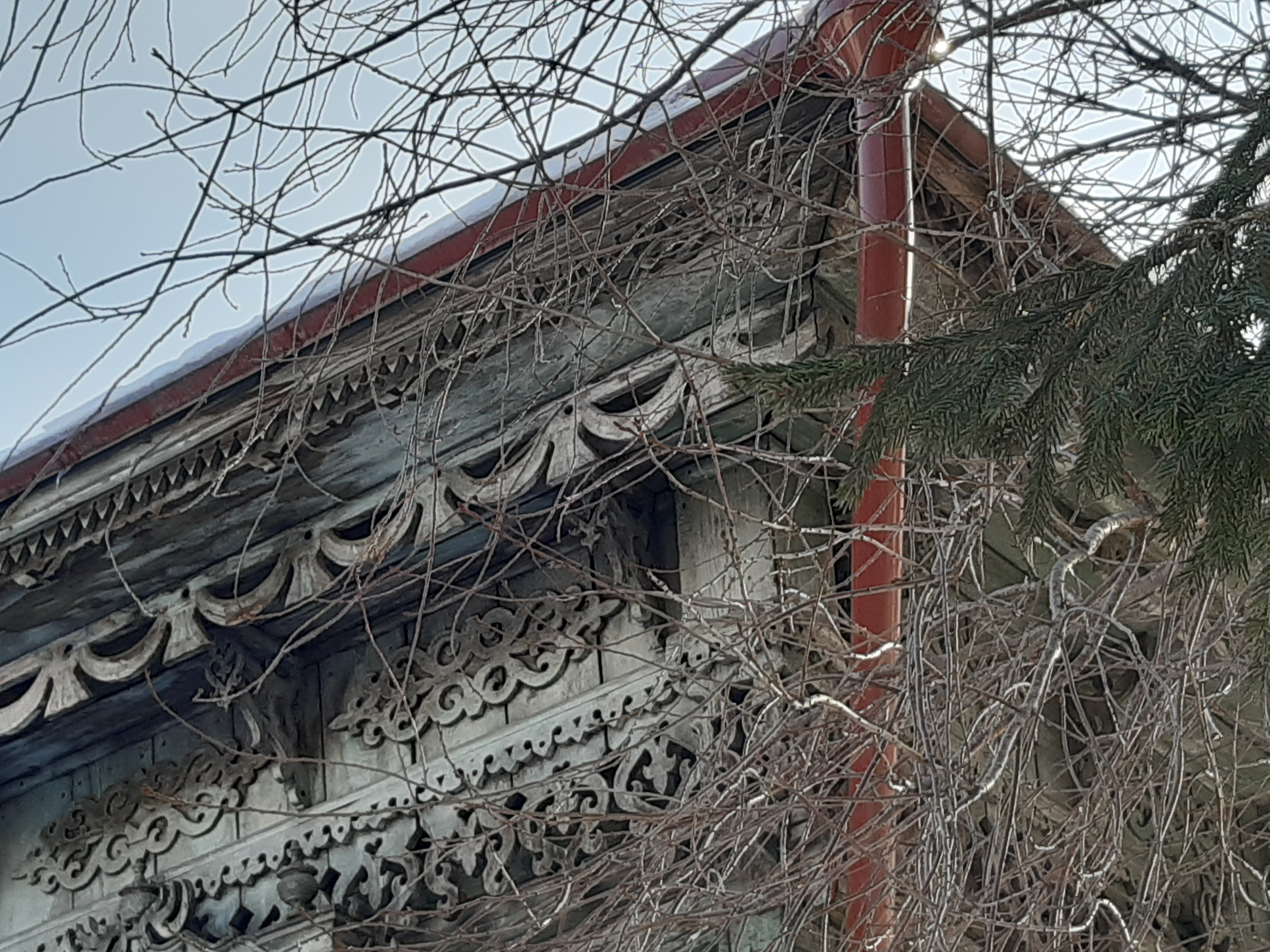

Композиция левой части главного фасада самостоятельна. В декоре сруба второго этажа использованы народные традиции. Карниз с пропильным орнаментом поддерживается резными кронштейнами. Лучковые окна обрамлены наличниками килевидной формы с объёмной и накладной резьбой надоконных и подоконных досок и полуколонками токарной резьбы на боковых частях.
Выходящий на перекрёсток угол здания скошен. Балкон с луковичной главкой и шпилем, игравший роль высотной доминанты квартала, был утрачен, однако сохранилась двупольная балконная дверь.
В кирпичной части первого этажа доминирует классический стиль: кирпичный сандрик повторяет лучковые перемычки с замковым камнем.

### Ворота

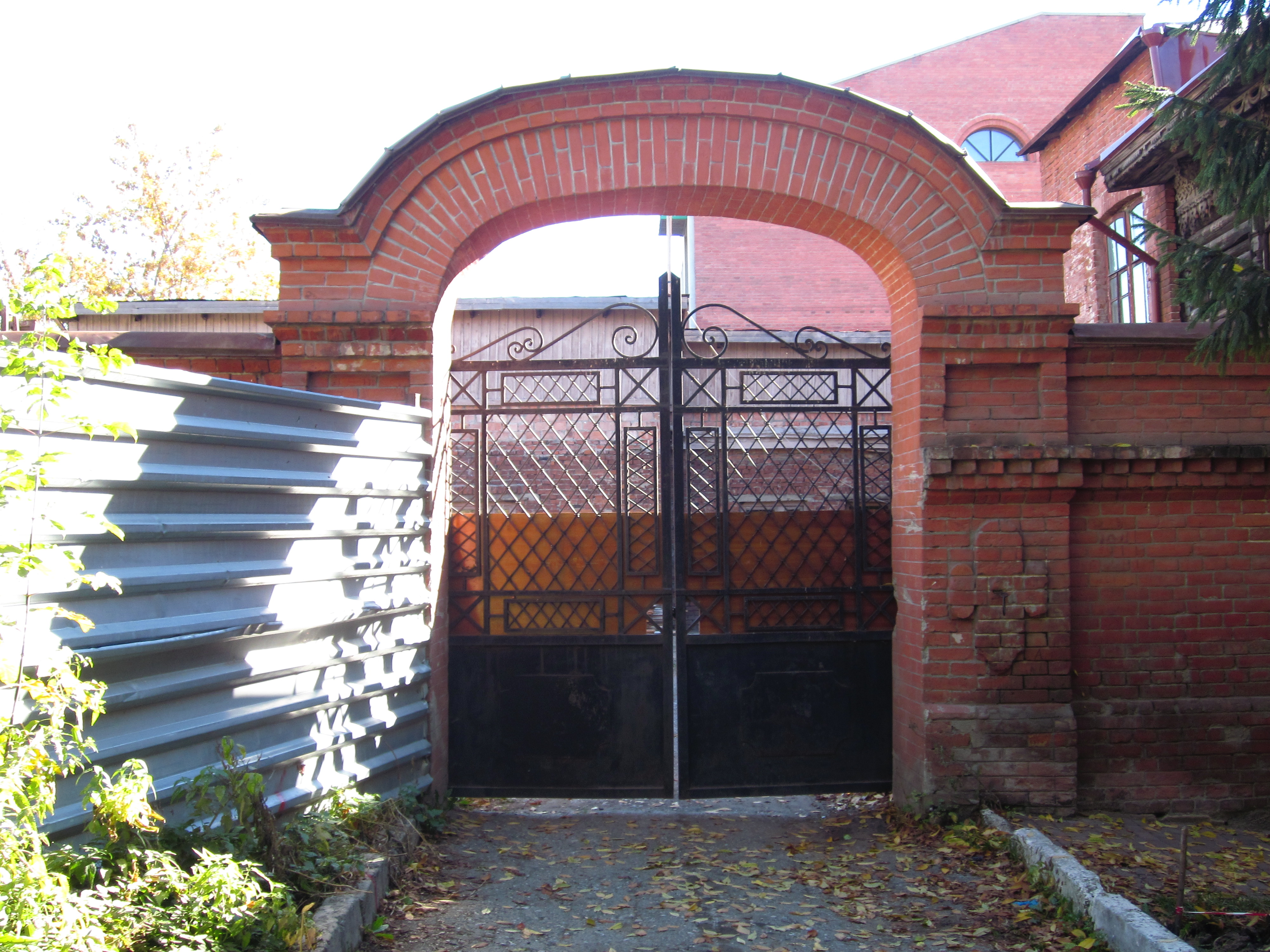
Кованые ворота с ограждением со стороны улицы Сакко и Ванцетти.

Со стороны улицы Сакко и Ванцетти были воссозданы кованые ворота с фрагментом их кирпичного ограждения, расположенные по одной линии с фасадом. Соединённые лучковой аркой из кирпича устои ворот усилены ориентированными на улицу контрфорсами. В верхней части полотен ворот было использовано прутковое железо, в нижней — листовое железо с декором в виде металлической филёнки с выкружками по углам.